# Egialeo (hijo de Ínaco)
En la mitología griega, Egialeo (en griego antiguo: Αἰγιαλεύς Aigialeús), descendiente de Ínaco, fue el primero en darle nombre a lo que hoy conocemos como el Peloponeso. Apolodoro dice que es el hijo mayor de los oceánidas Ínaco y Melia, y por lo tanto hermano de Foroneo. Egialeo murió sin descendencia y en su honor una región del Peloponeso se llamó la tierra Egialea. Aunque según un escolio de Eurípides, es hijo de Foroneo y Peito y en este caso hermano de Apia (Apis). Fue el padre de Europs o Éurope, el héroe epónimo de las tierras europeas.Fuentes tardías historizantes dicen que Egialeo fue anterior incluso a Ínaco y que su hijo Éurope le sucedió en el reino de las tierras egialeas;y que incluso su reinado sucedió cuano Belo llevaba quince años gobernando en Asiria.
Pausanias y la tradición local posterior ya ubica a Egialeo como rey corintio. Nos dice que la tierra situada entre Élide y Sicionia, que se extiende hacia el mar oriental y que luego pasó a llamarse Acaya por el de sus habitantes, se llamaba antiguamente Egíalo y los que la habitaban egialeos, según dicen los sicionios, por Egialeo, que fue rey en lo que ahora es Sicionia.Cástor de Rodas alega que Egialeo fue el primero de los reyes de Sición y que su gobierno duró cincuenta y dos años. 

## Ancestros
Éste es el árbol genealógico según la Biblioteca mitológica.
| Océano  | Océano  | Océano  | Océano  | Océano  | Océano  |  |  |  |  |  |  |         |         | Tetis   | Tetis   | Tetis   | Tetis   | Tetis | Tetis |  |  |  |  |  |  |         |         |         |         |         |         |       |       |  |  |  |  |  |  |  |  |  |  |  |  |  |  |  |  |
| Océano  | Océano  | Océano  | Océano  | Océano  | Océano  |  |  |  |  |  |  |         |         | Tetis   | Tetis   | Tetis   | Tetis   | Tetis | Tetis |  |  |  |  |  |  |         |         |         |         |         |         |       |       |  |  |  |  |  |  |  |  |  |  |  |  |  |  |  |  |
|         |         |         |         |         |         |  |  |  |  |  |  |         |         |         |         |         |         |       |       |  |  |  |  |  |  |         |         |         |         |         |         |       |       |  |  |  |  |  |  |  |  |  |  |  |  |  |  |  |  |
|         |         |         |         |         |         |  |  |  |  |  |  |         |         |         |         |         |         |       |       |  |  |  |  |  |  |         |         |         |         |         |         |       |       |  |  |  |  |  |  |  |  |  |  |  |  |  |  |  |  |
|         |         |         |         |         |         |  |  |  |  |  |  |         |         |         |         |         |         |       |       |  |  |  |  |  |  |         |         |         |         |         |         |       |       |  |  |  |  |  |  |  |  |  |  |  |  |  |  |  |  |
| Ínaco   | Ínaco   | Ínaco   | Ínaco   | Ínaco   | Ínaco   |  |  |  |  |  |  |         |         | Melia   | Melia   | Melia   | Melia   | Melia | Melia |  |  |  |  |  |  |         |         |         |         |         |         |       |       |  |  |  |  |  |  |  |  |  |  |  |  |  |  |  |  |
| Ínaco   | Ínaco   | Ínaco   | Ínaco   | Ínaco   | Ínaco   |  |  |  |  |  |  |         |         | Melia   | Melia   | Melia   | Melia   | Melia | Melia |  |  |  |  |  |  |         |         |         |         |         |         |       |       |  |  |  |  |  |  |  |  |  |  |  |  |  |  |  |  |
|         |         |         |         |         |         |  |  |  |  |  |  |         |         |         |         |         |         |       |       |  |  |  |  |  |  |         |         |         |         |         |         |       |       |  |  |  |  |  |  |  |  |  |  |  |  |  |  |  |  |
|         |         |         |         |         |         |  |  |  |  |  |  |         |         |         |         |         |         |       |       |  |  |  |  |  |  |         |         |         |         |         |         |       |       |  |  |  |  |  |  |  |  |  |  |  |  |  |  |  |  |
|         |         |         |         |         |         |  |  |  |  |  |  |         |         |         |         |         |         |       |       |  |  |  |  |  |  |         |         |         |         |         |         |       |       |  |  |  |  |  |  |  |  |  |  |  |  |  |  |  |  |
| Egialeo | Egialeo | Egialeo | Egialeo | Egialeo | Egialeo |  |  |  |  |  |  | Foroneo | Foroneo | Foroneo | Foroneo | Foroneo | Foroneo |       |       |  |  |  |  |  |  | Laódice | Laódice | Laódice | Laódice | Laódice | Laódice |       |       |  |  |  |  |  |  |  |  |  |  |  |  |  |  |  |  |
| Egialeo | Egialeo | Egialeo | Egialeo | Egialeo | Egialeo |  |  |  |  |  |  | Foroneo | Foroneo | Foroneo | Foroneo | Foroneo | Foroneo |       |       |  |  |  |  |  |  | Laódice | Laódice | Laódice | Laódice | Laódice | Laódice |       |       |  |  |  |  |  |  |  |  |  |  |  |  |  |  |  |  |
|         |         |         |         |         |         |  |  |  |  |  |  |         |         |         |         |         |         |       |       |  |  |  |  |  |  |         |         |         |         |         |         |       |       |  |  |  |  |  |  |  |  |  |  |  |  |  |  |  |  |
|         |         |         |         |         |         |  |  |  |  |  |  |         |         |         |         |         |         |       |       |  |  |  |  |  |  |         |         |         |         |         |         |       |       |  |  |  |  |  |  |  |  |  |  |  |  |  |  |  |  |
|         |         |         |         |         |         |  |  |  |  |  |  |         |         |         |         |         |         |       |       |  |  |  |  |  |  |         |         |         |         |         |         |       |       |  |  |  |  |  |  |  |  |  |  |  |  |  |  |  |  |
|         |         |         |         |         |         |  |  |  |  |  |  |         |         | Apis    | Apis    | Apis    | Apis    | Apis  | Apis  |  |  |  |  |  |  |         |         | Níobe   | Níobe   | Níobe   | Níobe   | Níobe | Níobe |  |  |  |  |  |  |  |  |  |  |  |  |  |  |  |  |

| Predecesor: - | Reyes de Sición | Sucesor: Europs |